# Frances Mayes
Frances Mayes (Fitzgerald, 23 marzo 1940) è una docente, poetessa, saggista e memorialista statunitense.

## Biografia
Nata e cresciuta a Fitzgerald in Georgia, Mayes frequentò il College Femminile di Randolph-Macon a Lynchburg, ed ottenne il Baccellierato in arti all'Università della Florida. Nel 1975 prese il Master in arti all'Università Statale di San Francisco, dove successivamente divenne professoressa di Scrittura Creativa, direttrice de "Il Centro di Poesia" e presidentessa del Dipartimento di Scrittura Creativa.
Mayes ha pubblicato molti lavori di poesia: Climbing Aconcagua (1977), Sunday in Another Country (1977), After Such Pleasures (1979), The Arts of Fire (1982), Hours (1984), ed Ex Voto (1995). Nel 1996 pubblica il romanzo Sotto il sole della Toscana Under the Tuscan Sun: At Home in Italy. Il libro tratta la reale esperienza in Toscana dell'autrice dove ha comprato e restaurato una villa rurale abbandonata a Cortona. Il romanzo ebbe un grande successo risultando sul New York Times primo nella lista dei libri più venduti e rimase in classifica per più di due anni. Nel 2003, liberamente basato sul romanzo, venne girato il film Sotto il sole della Toscana diretto da Audrey Wells.
Nel 1999 la Mayes fece seguire a questo successo letterario un altro bestseller internazionale, Bella Tuscany: the Sweet Life in Italy (pubblicato in Italia da Rizzoli con il titolo di Beautiful Toscana) e nel 2000 In Tuscany; nel 2002 pubblica il romanzo Swan.
Assieme al fotografo Steven Rothfeld e suo marito Edward Kleinschmidt, pubblica nel 2004 Bringing Tuscany Home e nel 2005 Shrines - Images of Italian Worship, pubblicato in Italia da Mandragora con il titolo di Shrines: l'Italia e i suoi tabernacoli.
Frances Mayes ha redatto nel 2002 l'annuale pubblicazione The Best American Travel Writing 2002 e nel 2006 Sotto il sole del Mediterraneo A Year in the World: Journeys of a Passionate Traveller, resoconto dei suoi viaggi con il marito in Grecia, Turchia, Spagna, Marocco e altri paesi come anche la città di Ferrara.
Scrive assiduamente (nel marzo 2010 è stato pubblicato il suo ultimo lavoro Every Day in Tuscany: Seasons of an Italian Life), dividendo il tempo assieme al marito, poeta anch'egli, tra le loro case a Hillsborough e Cortona in Italia dove è stata direttore artistico dell'annuale Festival del sole che si è tenuto nella cittadina aretina fino all'edizione del 2011, per poi approdare, per l'ultima edizione definitiva del 2012, a Firenze.
Cittadina onoraria di Arezzo, nel 2025 ha ottenuto la cittadinanza italiana.